# Coprotagonista
Coprotagonistas são personagens fundamentais em narrativas, pois desempenham papel semelhante ao dos protagonistas,  entretanto, sem carregar o fardo de conduzir a trama principal. Quando no mesmo núcleo de personagens, por vezes colaboram com a trama principal, mas, de fato, não possuem esta responsabilidade, podendo conduzir uma trama paralela com relevância equivalente. Em obras literárias, cinematográficas, teatrais ou musicais, costumam estar bem desenhados desde o começo, entretanto, em obras televisivas abertas, costumam começar pequenos, e tomam proporção maior, ao longo da trama, caindo nas graças do público. Por vezes, tornam-se até mais interessantes que a trama principal.  

## Etimologia
Do inglês ; ('Coprotagonist   ou mesmo CoStar)   usado com frequência no vocabulário informal.     Por vezes, encontrado como Co-estrela.

## Definições
- Dada a natureza da maioria das obras de ficção, o Coprotagonista é, geralmente, um herói ou ao menos uma pessoa relativamente boa. Por vezes, um herói trágico, quando comete erros, sofre uma queda, que o leva a uma transformação de caráter: um vilão que se torna herói. Pode ainda seguir uma moral própria diferente da de seu meio, tratando-se de um anti-herói ou, em raros casos, de um vilão. Em muitas obras, perde-se a noção de bem ou mal, ampliando as opções de entendimento. O que vale ressaltar é que um Coprotagonista não é sempre o "bonzinho" da história e que muitas vezes, segundo o ponto de vista das outras personagens, ele é mau, um exemplo é Felix, interpretado por Matheus Solano, na novela Amor à Vida, exibida pela Rede Globo, que iniciou a trama como vilão, mas passou o posto para seu pai, César, interpretado por Antonio Fagundes, e assumiu importância equivalente a do protagonista Bruno, vivido por Malvino Salvador.
- Na teoria psicodramática de Jacob Levy Moreno, entende-se pelo coprotagonista o mesmo que pelo protagonista: pode ser um indivíduo, uma dupla ou um grupo. É aquele que "protagoniza seu próprio drama". Representa a si mesmo e seus personagens são parte dele. Palavra e ação se integram, ampliando as vias de abordagem.